# Vieille maison située 7 rue Kopitareva à Niš
La vieille maison située 7 rue Kopitareva à Niš (en serbe cyrillique : Стара кућа на спрат у улици Копитаревој број 7. у Нишу ; en serbe latin : Stara kuća na sprat u ulici Kopitarevoj broj 7. u Nišu) se trouve à Niš, dans la municipalité de Medijana et dans le district de Nišava, en Serbie. Il est inscrit sur la liste des monuments culturels protégés de la République de Serbie (identifiant no SK 684),,.

## Présentation
La maison, située 7 rue Kopitareva, une rue piétonne surnommée l'« allée des rétameurs » (en serbe : Kazandžijsko sokače), a été construite en 1837 pour l'artisan et marchand Zlatko Zlatković. D'abord conçue dans le style traditionnel des Balkans (architecture balkanique), elle a par la suite subi de nombreux changements qui lui ont fait perdre son apparence d'origine.
Elle est constituée d'un rez-de-chaussée et d'un étage ; le rez-de-chaussée est construit en pierres et la majeure partie de son côté nord servait de sous-sol, avec deux petites pièces, séparées par un couloir étroit, qui servaient de mutvak. A l'étage, les murs sont construits selon la technique des colombages ; des deux escaliers en bois qui conduisaient à l'étage, un seul est préservé sur le côté droit de l'édifice. Autrefois, la maison était dotée d'un doksat (sorte de galerie-terrasse ouverte) mais il a été fermé et transformé en pièce à part entière. Le toit à quatre pans était recouvert de tuiles ; il est aujourd'hui doté de chien-assis avec des fenêtres cintrées.
La porte d'entrée du premier étage est décorée de motifs géométriques. Les placards du mutvak et le couloir sont en partie endommagés et laissés à l'abandon.